# Алхараке
Алхараке (на испански: Aljaraque) е населено място и община в Испания. Намира се в провинция Уелва, в състава на автономната област Андалусия. Общината влиза в състава на района (комарка) Голяма Уелва. Заема площ от 34 km². Населението му е 18 443 души (по преброяване от 2010 г.). Разстоянието до административния център на провинцията е 8 km.

## Демография
| 1996 | 1998 | 1999   | 2000   | 2001   | 2002   | 2003   | 2004   | 2005   | 2006   |
| ---- | ---- | ------ | ------ | ------ | ------ | ------ | ------ | ------ | ------ |
| 9587 | 9743 | 10 298 | 10 806 | 11 626 | 12 303 | 13 009 | 14 060 | 14 846 | 15 617 |